# Grupa za podršku Ujedinjenih naroda
Grupa za podršku Ujedinjenih naroda (UNPSG) bila je mirovna operacija Ujedinjenih naroda koja je pratila učinak hrvatske policije u Podunavlju od 16. siječnja 1998. do 15. listopada 1998.  Misija je djelovala na istom području bivše paralelne istočne Slavonije, Baranje i zapadnog Srijema kojim je prethodno izravno upravljala prijelazna uprava UNTAES-a između 1996. i 1998. Misija je od UNTAES-a preuzela vozila, opremu i druga pomoćna sredstva. UNPSG nije bio prvi angažman CIVPOL-a u regiji jer su ranije misije UNPROFOR-a, UNCRO-a i UNTAES-a uključivale komponente civilne policije.
Vijeće sigurnosti Ujedinjenih naroda odobrilo je misiju Rezolucijom 1145 Vijeća sigurnosti Ujedinjenih naroda 19. prosinca 1997. Bilo je 114 policijskih službenika uz podršku međunarodnog i lokalnog civilnog osoblja iz Argentine, Austrije, Danske, Egipta, Fidžija, Finske, Indonezije, Irske, Jordana, Kenije, Litve, Norveške, Poljske, Ruske Federacije, Švedske, Švicarske, Ukrajine i Sjedinjene Države.Misija je surađivala s Misijom OESS-a u Hrvatskoj koja je istodobno djelovala u regiji.

## Daljnje čitanje
- Gowan, Richard. 2014. United Nations Transitional Administration for Eastern Slavonia, Baranja and Western Sirmium (UNTAES) and UN Civilian Police Support Group in Croatia (UNPSG).   Koops, Joachim A; Tardy, Thierry; MacQueen, Norrie; Williams, Paul D (ur.). The Oxford Handbook of United Nations Peacekeeping Operations. Oxford University Press. doi:10.1093/oxfordhb/9780199686049.013.49. ISBN 978-0-19-968604-9

1. 1 2 3  Tanke Holm, Tor. 1999. CIVPOL Operations in Eastern Slavonia, 1992–98. International Peacekeeping. Taylor & Francis. 6 (4): 135–156. doi:10.1080/13533319908413802
2. ↑  Grant, John P.; Barker, J. Craig. 2009. UNPSG. Encyclopaedic Dictionary of International Law. 3rd izdanje. Oxford University Press. ISBN 978-0-19-538977-7. Inačica izvorne stranice arhivirana 18. kolovoza 2021. Pristupljeno 18. kolovoza 2021.